# Кисельов Іван Герасимович
Іва́н Гера́симович Кисельо́в (нар. 1923 — пом. 1945) — радянський військовик часів Другої світової війни, командир взводу протитанкових рушниць 436-го стрілецького полку 155-ї стрілецької дивізії (26-а армія), лейтенант. Герой Радянського Союзу (1945).

## Життєпис
Народився у вересні 1923 року в селі Григорівці, нині Великобурлуцького району Харківської області, в селянській родині. Українець. Здобув неповну середню освіту. Працював у колгоспі.
До лав РСЧА призваний Великобурлуцьким РВК у вересні 1941 року. Учасник німецько-радянської війни з травня 1942 року. У 1943 році закінчив курси молодших лейтенантів. Воював на Південному і 3-му Українському фронтах. Кандидат у члени ВКП(б) з 1943 року.
Особливо командир взводу протитанкових рущниць лейтенант І. Г. Кисельов відзначився під час проведення Балатонської операції. 7 травня 1945 року на бойові позиції, які займав взвод під його командуванням у районі населеного пункту Шерегейєш (11 км на південний схід від міста Секешфегервар, Угорщина) супротивник, після потужної артилерійської підготовки, кинув групу танків і автоматників. У запеклій сутичці бійці взводу підбили 2 ворожих танки, проте й самі зазнали значних втрат. Коли скінчились набої до ПТР, лейтенант І. Г. Кисельов схопив кілька протитанкових мін і разом з ними кинувся під гусениці головного танку, зупинивши його ціною власного життя. Тіло офіцера було залишене на полі бою.

## Нагороди
Указом Президії Верховної Ради СРСР від 29 червня 1945 року «за зразкове виконання бойових завдань командування на фронті боротьби з німецькими загарбниками та виявлені при цьому відвагу і героїзм», лейтенантові Кисельову Івану Герасимовичу присвоєне звання Героя Радянського Союзу (посмертно).